# Nicole Trunfio
Nicole Trunfio (16 de marzo de 1986) es una modelo, y actriz australiana de Merredin, Australia Occidental.

## Carrera
Fue la ganadora del tercer plazo de la serie televisiva australiana Supermodelo en 2002 y segunda en la versión internacional, Supermodelo del Mundo.
Ha modelado para varios diseñadores australianos así como internacionales como Chanel, Dolce & Gabbana, Versace, Christian Dior, Gucci, Fendi, Missoni, Roberto Cavalli, Vivienne Westwood, Valentino, Victoria's Secret, Sweetface, y Neiman Marcus. Ha aparecido en campañas para Karl Lagerfeld, D&G, Sonia Rykiel, Lacoste, Sisley, Anne Taylor, BCBG Max Azria, Chadwick y Guess. Ha trabajado con fotógrafos como Richard Avedon para campaña de Cole del Kenneth, Patrick Demarchelier para Harper Bazar, Steven Klein para D&campaña de G, Peter Lindbergh para italiano Vogue, Terry Richardson para la británica Vogue, Greg Kadel, Melvin Sokosky, Russell James, y es la cara actual de Ulta.
Ha sido apasionada sobre la actuación desde su niñez y en 2006,  empezó a estudiar en Ciudad de Nueva York con Susan Batson, Harold Guskin, Stella Adler Estudio. Está atendiendo NIDA, y fue presentada en la película australiana Dos Puños, Un Corazón donde actuó como la italiana Jessica.
Fue mentora de modelos femeninos en la segunda estación de la versión americana de Hacerme una Supermodelo. También mentora para uno de los tres equipos en la primera estación de La Cara de Australia
Está representada por IMG Modelos en Nueva York, Administración Icónica en Berlín y Viviens en Australia.
Reemplazó a Miranda Kerr como la cara del lanzamiento de invierno de David Jones de 2011.

## Vida personal
Es la más joven de cuatro hermanos. Es australiana italiana, su padre es originario de Calabria y su madre es australiana. Asistió al St. Mary's Primary en Merredin. Más tarde su familia se mudó a Australind, donde asistió a la Escuela Parkfield y luego al Australind Instituto Sénior. El 5 de noviembre de 2014, Nicole anunció su compromiso y la espera de su primer hijo con el músico Gary Clark Jr., Jr. El 11 de enero de 2015, la pareja tuvo a su primer hijo, un niño llamado Zion. Su segunda hija, Gia “Gigi” Leblane Clark, nació el 15 de enero de 2018. El 21 de febrero de 2020 nació su tercera hija, Ella Wolf.